# Limnoperna fortunei
Trai vàng hay còn gọi là trai vàng Amazon (Danh pháp khoa học: Limnoperna fortunei) hay biết đến với tên tiếng Anh là Golden mussel là một động vật thân mềm hai mảnh vỏ thuộc họ Mytilidae có nguồn gốc từ Trung Quốc, trai vàng là một loài xâm lấn nguy hiểm ở Nam Mỹ và là một trong số điển hình về tác hại của những loài xâm thực đến các vùng đất trên thế giới.

## Xâm lấn
Chúng đã bám theo các tàu buôn đột nhập vào Nam Mỹ từ những năm 1990, chỉ sau chưa đầy 1 thập kỷ, chúng đã hoàn toàn xâm chiếm các vùng nước trong rừng Amazon. Trai vàng có sức sống rất mãnh liệt. Chúng có thể chịu đựng được nhiều biến cố khác nhau từ môi trường, lại phát triển rất nhanh và dữ tợn. Loài trai này đã thay đổi toàn bộ môi trường nước ở đây, giết chết nhiều loài vật bản địa. Không chỉ thiên nhiên, mà thiệt hại kinh tế loài trai này gây ra cũng không hề nhỏ, chúng đã sinh sôi nảy nở đến mức làm tắc nghẽn các đường ống của nhà máy thủy điện, gây thiện hại tới $20.000/ngày (khoảng hơn 440 triệu đồng).